# Sebastian Schertlin von Burtenbach

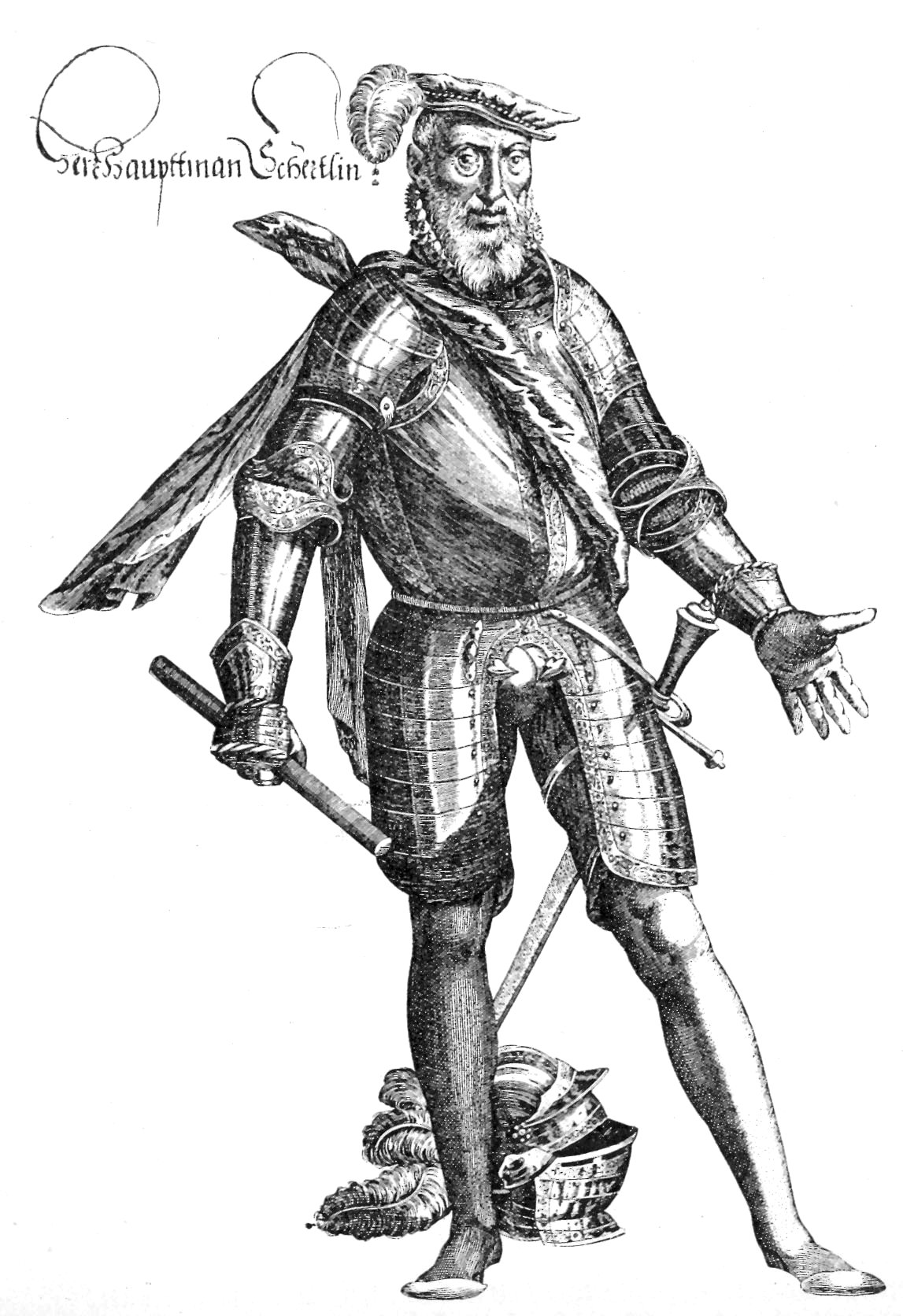
Sebastian Schertlin von Burtenbach.

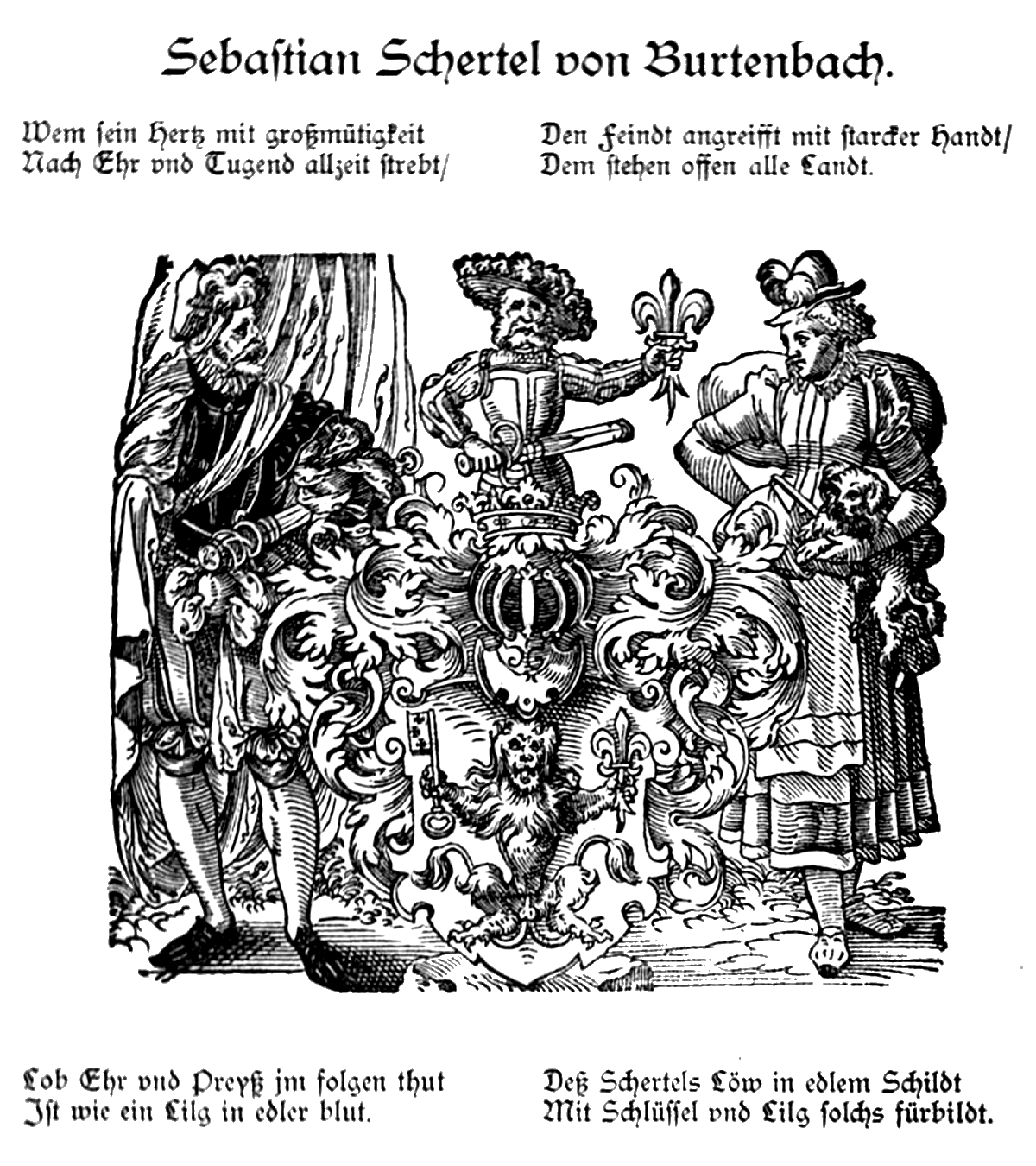
Wappen des Sebastian Schertlin von Burtenbach in Jost Amman’s Wappen & Stammbuch, 1589

Sebastian Schertlin von Burtenbach (* 12. Februar 1496 in Schorndorf; † 18. November 1577 in Augsburg) war ein bedeutender Landsknechtführer im 16. Jahrhundert. 1532 zum Oberkommandanten (Locotenent) über das gesamte Fußvolk des Reichsheeres ernannt, wurde er später Großmarschall, Generalkapitän, Gerichtsherr und Brandschatzmeister (siehe auch Brandschatzung).
Für seine Verdienste wurde er zum Ritter geschlagen und von Kaiser Karl V. in den Adelsstand erhoben.

## Leben
Der Sohn eines Schorndorfer Forstmeisters, Richters und Bürgermeisters studierte nach dem Besuch der örtlichen Lateinschule in Tübingen und war mit 20 Jahren Magister. Anschließend folgte eine Tätigkeit als bischöflicher Schreiber in Konstanz. Zwei Jahre später schloss er sich dem Zeugmeister Michael Ott an, der in den Diensten des Kaisers Maximilian I. stand und im Auftrag des Feldhauptmanns Söldner suchte. 1519 eroberte Schertlin gemeinsam mit seinem Lehrmeister Georg von Frundsberg und dessen Landsknechten seine Heimatstadt Schorndorf im Kampf des Schwäbischen Bundes gegen Herzog Ulrich von Württemberg.
Da Sebastian Schertlin am Kriegshandwerk Gefallen fand, war er fortan an nahezu allen Heerzügen in Mittel- und Südeuropa in jener Zeit beteiligt. Bezeugt ist seine Teilnahme
- ab 1521 an kaiserlichen Feldzügen gegen Franz I. von Frankreich
- 1525 bei der Schlacht von Pavia
- 1525 an der Niederschlagung des Bauernaufstands
- 1526 beim Entsatz von Mailand (zusammen mit Georg von Frundsberg)
- 1527 bei der Eroberung und Plünderung Roms (Sacco di Roma) durch kaiserliche Truppen
- 1532 beim Kampf gegen die Osmanen in Österreich. Ein von ihm geführtes Detachement hatte entscheidenden Anteil daran, dass das Gros der von Kasim Bey geführten Akindschi, welche zuvor das südliche Niederösterreich verheert hatten, am Steinfeld vernichtet werden konnte. Für diesen Einsatz wurde er mit dem Ritterschlag belohnt
- 1536 und 1544 an neuerlichen Feldzügen gegen Frankreich
- 1542 am Kampf gegen Heinrich von Braunschweig.

Kaiser Karl V. erhob den Landsknechtführer 1534 wegen seiner Verdienste in den reichsunmittelbaren Adelsstand.
Bereits 1530 nahm Sebastian Schertlin in Augsburg das Amt des Stadthauptmanns an und zog mit seiner Familie im folgenden Jahr von Schorndorf in die freie Reichsstadt um. Als Stadthauptmann war er für die Verteidigung von Augsburg zuständig. Bald darauf erwarb er die in der westlichen Umgebung gelegene Herrschaft Burtenbach und nannte sich von nun an Schertlin von Burtenbach. Im Strudel von Reformation und Gegenreformation schloss er sich 1546 den Protestanten an, auf deren Seite sich auch der Rat der Stadt Augsburg mehrheitlich geschlagen hatte.
Im Schmalkaldischen Krieg 1546/47 wurde Schertlin Kommandeur der gesamten Infanterie der oberdeutschen Städte. Nach anfänglichen Erfolgen seiner mit großer Umsicht geführten Truppen (er eroberte unter anderem Füssen und brandschatzte Buchloe), konnte er aber den Sieg der Kaiserlichen nicht verhindern. Die Reichsstadt Augsburg verweigerte nach ihrer Niederlage die Auslieferung ihres Stadthauptmannes. Schertlin floh nach Konstanz und weiter nach Basel. 1548 trat er in Söldnerdienste des französischen Königs Heinrich II. Daraufhin verhängte Kaiser Karl V. die Reichsacht über ihn und zog seine Güter ein. Ab 1551 vermittelte Schertlin einen Vertrag zwischen französischem König und protestantischen Reichsfürsten auf der einen und Kaiser Karl V. auf der anderen Seite. 1553 wurde er nach Austritt aus französischen Diensten vom Kaiser begnadigt, in sein Amt als Hauptmann der Stadt Augsburg wieder eingesetzt und 1559 unter Kaiser Ferdinand sogar kaiserlicher Rat. Seinen Lebensabend verbrachte er auf den zurückerhaltenen Besitzungen in Burtenbach. Er starb 1577 in seinem Haus in Augsburg.

## Wesen und Wirken

Sebastian Schertlin von Burtenbach

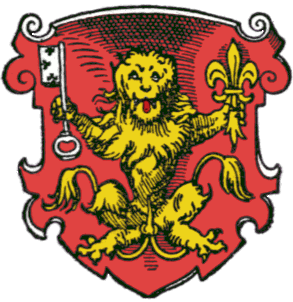
Wappen Sebastian Schertlin von Burtenbach

Schertlin war nicht nur ein Kriegsmann, sondern auch ein kühler Stratege, der in verschiedenen Feldzügen zu Reichtum gelangte. Er führte seine Soldaten häufig selbst in die Schlacht und wird in der Literatur auch als „Haudegen“ bezeichnet. Er musste als Landsknechtführer damals seine Truppen selbst ausrüsten und aus eigener Tasche bezahlen. Seinen Lohn erhielt er in der Regel vom jeweiligen Kriegsherrn. Zusätzlich durfte er sich am Vermögen der Besiegten schadlos halten. Es winkte damit ein immenser Verdienst – allerdings verbunden mit dem hohen Risiko für Leib und Leben. Schertlin äußerte sich in seiner Lebensbeschreibung offen darüber, wie er seinen Reichtum erworben hatte.
In Rom war er mit der Bewachung des während des Sacco di Roma gefangen genommenen Papstes Clemens VII. betraut.

## Ehrungen
- Schertlinstraße in Augsburg.